# Гієрон I

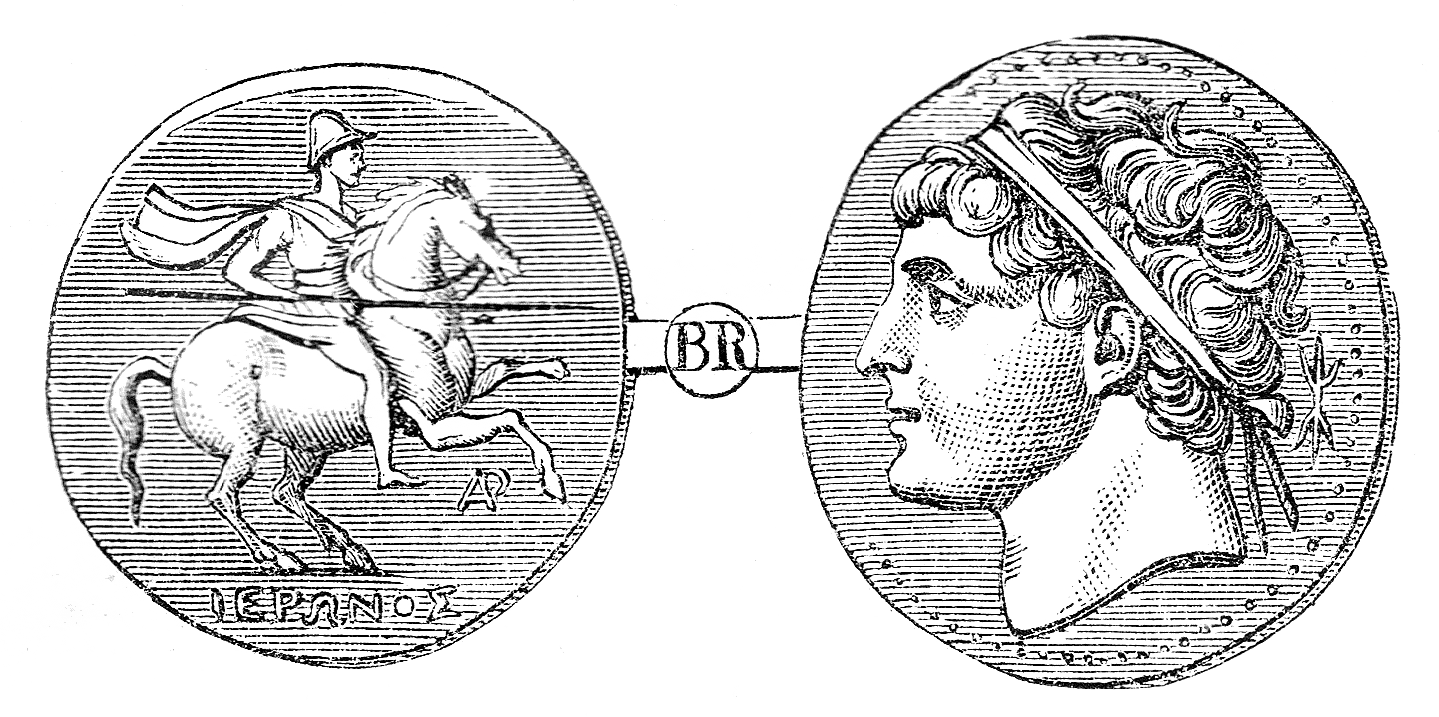
Монета Гієрона I

Гієрон I (дав.-гр. Ἱέρων Α΄) — тиран Сиракуз з 477 до 466 року до н. е. Володарював після смерті свого брата тирана Гелона.

## Гела
До смерті Гелона Гієрон з 485 року до н. е. був тираном Гели (куди його встановив Гелон). Згідно із заповітом Гелона, Гієрон став тираном Сиракуз, а його брат Полізал — тираном Гели. Полізал одружився зі вдовою Гелона, взяв під опіку пасинка. Згідно з волею Гелона, на випадок смерті Полізала, його місто повинні були зайняти Хромій та Аристон, які були одружені з сестрами Гелона.

## Тиран Сиракуз

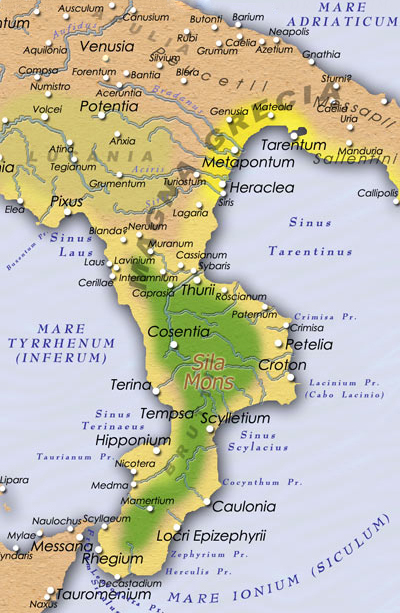
Велика Греція

Тиранія Гієрона у Сирказах була жорстокішою, ніж Гелона. До того ж Гієрон ліквідував міста Наксос й Катану, пересиливши їх мешканців до Леонтін. На місці Катани було засновано нове місто Етна, куди переселено 10 тисяч людей. Тираном нового міста став син Гієрона Діномен.
Гієрон почав активно втручатися у справи на італійському узбережжі. Він встановив контроль над містами Гіппоніон та Посидонією (474 рік до н. е.). Інша грецька колонія в Італію запросила Гієрона на допомогу проти етрусків. Над ними в цьому ж році Гієрон одержав повну перемогу на морі. Куми уклали союзницький договір із Гієроном. В цей же час Гієрон зайняв острів Піфекуссай (Іппія), де розташував свій гарнізон.
В цей час змінилася ситуація на Сицилії. У 472 році до н. е. помер володар Акраганта, на племінниці якого Гієрон був одружений у третьому шлюбі. Новий правитель Акраганта Фрасідей напав на Гієрона. Той розбив супротивника, передав владу над містом демосу, з яким встановив добросусідські стосунки.
Джерела характеризують Гієрона як людину жадібну, що дбала насамперед про власні статки. Але це не викликало великого обурення в олігархії, з якою володаря пов'язували родинні зв'язки (перша дружина тирана, мати його старшого сина, походила з однієї з найбагатших сиракузьких сімей).
Серед засобів зміцнення особистої влади володаря було створення своєрідної спецслужби — так званих «підслуховувачів» (ποταγωγίδες), які долучалися до розмов між громадянами, виявляли невдоволених владою і водночас поширювали вигідні тирану чутки.
Не менше уваги Гієрон приділяв «гуманітарній політиці» — саме за його правління в Сиракузах був збудований славетний театр.
Тиран підтримував найвизначніших митців свого часу — Есхіла, Епіхарма, Піндара, Вакхіліда, які не втомлювалися оспівувати діяння свого благодійника. Водночас піфагорійців — як ідейних супротивників тиранії — Гієрон переслідував.
Зрештою володар навіть заборонив публічні виступи — єдиний на той час спосіб політичної агітації. Попри це саме за Гієрона в Сиракузах з'явилася опозиція, що мала популярність серед громадян. Щоб протистояти їй тиран використовував місфофорів — колишніх найманців Гелона, яким той надав громадянство. Гієрон вербував і пересічних мешканців інших грецьких областей, за власний кошт переселяв їх до Сицилії і надавав їм права громадян Сиракуз. Переселенці мало що тямили у місцевій політиці, проте були віддані своєму благодійнику і забезпечували йому чисельну перевагу під час голосувань у народних зборах та й просто на міських вулицях.
Помер Гієрон в Етні в 466 році до н. е.

## Спорт
Гієрон не лише підтримував відомих поетів. Його скаковий кінь Деренік брав участь в численних іграх, де двічі переміг у Дельфах (478 та 474 роках до н. е.), в Алфеї (476 і 472 роках до н. е.). На квадризі він отримав приз на Піфейських іграх у 470 році до н. е., а також на Олімпійських іграх у 468 році до н. е.
Інші представники династії Діноменідів також брали участь у змаганнях. Зокрема, брат Гієрона Полізал здобув перемогу на Піфійських іграх, що залишилася у пам'яті у вигляді бронзової статуї «Дельфійський візничий».